# Biscarbó
Biscarbó es una localidad española, hoy día poblada, del municipio leridano de Les Valls d'Aguilar, en la comunidad autónoma de Cataluña.

## Historia
A mediados del siglo XIX, la aldea, por entonces perteneciente al municipio de Castellás, tenía contabilizada una población de 55 habitantes. La localidad aparece descrita en el cuarto volumen del Diccionario geográfico-estadístico-histórico de España y sus posesiones de Ultramar de Pascual Madoz de la siguiente manera: 

BISCARBO: ald. de la prov. de Lérida, part. jud., adm. de rent. y dióc. de Urgel, aud. terr. y c. g. de Cataluña (Barcelona): térm. municipal y felig. de Castellás: se halla sit. á la derecha del r. Segre en terreno montuoso y poblado de bosques: tiene 13 casas y una igl. servida por el vicario ó teniente de párroco del referido pueblo de Castellás. Sin embargo de no poseer jurisd. propia, contribuye aisladamente al Estado. pobl.: 13 vec. 55 alm. cap. imp.: 5,463. contr. el 14'28 por 100 de la riqueza total imponible.
(Madoz, 1846, p. 352)

En la actualidad pertenece al municipio de Les Valls d'Aguilar. En 2022, la entidad singular de población de Biscarbó tenía empadronados 0 habitantes.